# Токов, Владимир Александрович
Владимир Александрович Токов — российский боец смешанного стиля (ММА), представитель легкой весовой категории. Выступает на профессиональном уровне с 2016 года, известен по участию в турнирах престижной бойцовской организации Bellator. Ученик Фёдора Емельяненко.

## Карьера в ММА
Владимир Токов начал свою профессиональную карьеру бойца смешанных единоборств в 2016 году. За три года с 2016 по 2018 год  Владимир провёл четыре боя в российских промоушенах и побеждал техническим нокаутом, решением судей и два раза удушающими приёмами. После этого Владимир подписал контракт с крупной организацией Bellator и 22 марта 2019 года дебютировал в организации на турнире Bellator 218: Санчес - Караханян. Там он с 2019 по 2020 год провёл три боя и победил Райана Уокера и Брэндона Хастингса, а в последнем поединке уступил Кристоферу Гонсалесу спорным решением судей.

## Спортивные достижения
- Мастер спорта по боевому самбо[4]
- Кубок России по самбо 2023 года — ;

## Семья
Брат — Токов, Анатолий Александрович — российский боец смешанного стиля.

## Бизнес
14 мая 2025 года зарегистрировал ИП и вместе с братом (Токов, Анатолий Александрович) открыл крестьянско-фермерское хозяйство, где они выращивают овощи (картошку, кукурузу, помидоры).

## Статистика ММА
| Боёв 11  | Побед 9 | Поражений 2 |
| -------- | ------- | ----------- |
| Нокаутом | 2       | 0           |
| Сдачей   | 2       | 0           |
| Решением | 5       | 2           |

| Результат | Рекорд | Соперник             | Способ                   | Турнир                                                 | Дата            | Раунд | Время | Место                                      | Примечание        |
| --------- | ------ | -------------------- | ------------------------ | ------------------------------------------------------ | --------------- | ----- | ----- | ------------------------------------------ | ----------------- |
| Победа    | 9-2    | Жаиро Пачеко         | Единогласное решение     | Bellator 298                                           | 11 августа 2023 | 3     | 5:00  | Су-Фолс, Южная Дакота, США                 |                   |
| Победа    | 8-2    | Лэнс Гибсон          | Нокаут (удары)           | Bellator 293                                           | 31 марта 2023   | 1     | 1:02  | Темекьюла, Калифорния, США                 |                   |
| Поражение | 7-2    | Джей Джей Уилсон     | Раздельное решение       | Bellator 286                                           | 1 октября 2022  | 3     | 5:00  | Лонг-Бич, Калифорния, США                  |                   |
| Победа    | 7-1    | Даниэле Скатиззи     | Единогласное решение     | Bellator 275                                           | 25 февраля 2022 | 3     | 5:00  | Дублин, Дублин, Ирландия                   |                   |
| Поражение | 6-1    | Кристофер Гонсалес   | Раздельное решение       | Bellator 244                                           | 21 августа 2020 | 3     | 5:00  | Анкасвилл, Коннектикут, США                |                   |
| Победа    | 6-0    | Брэндон Гастингс     | Единогласное решение     | Bellator 229                                           | 4 октября 2019  | 3     | 5:00  | Темекьюла, Калифорния, США                 |                   |
| Победа    | 5-0    | Райан Уокер          | Единогласное решение     | Bellator 218                                           | 22 марта 2019   | 3     | 5:00  | Такервилл, Оклахома, США                   |                   |
| Победа    | 4-0    | Фелипе да Силва Майя | Болевой (удушение сзади) | Dragon Fighting Championship                           | 21 июля 2018    | 2     | 0:24  | Шанхай, Китай                              |                   |
| Победа    | 3-0    | Евгений Плаксин      | Единогласное решение     | Champion No. 1 Fight Club International MMA Tournament | 21 июля 2017    | 3     | 5:00  | Сочи, Краснодарский край, Россия           |                   |
| Победа    | 2-0    | Армен Малхасян       | Болевой (удушение сзади) | Voronezh MMA Federation Fight Riot 8                   | 17 февраля 2017 | 1     | 0:55  | Воронеж, Воронежская область, Россия       |                   |
| Победа    | 1-0    | Евгений Скакун       | Технический нокаут       | SOMMAF Steel Battle 3                                  | 29 июля 2016    | 1     | 1:23  | Старый Оскол, Белгородская область, Россия | Дебют в проф. ММА |